# JUNG KOOK
JUNG KOOK（ジョングク、朝: 정국 、 1997年9月1日 ）は、韓国釜山出身の歌手、シンガーソングライター、音楽プロデューサー。韓国の7人組男性アイドルグループBTSのメンバーである。本名はチョン・ジョングク（朝: 전정국、漢: 田柾國）。愛称はグク（朝: 국、発音はクッまたはグッ）、JK、黄金マンネ。

## 来歴

### 生い立ち
釜山広域市にて次男として生まれる。幼少期、バドミントン選手になることを夢見ていたが韓国のボーイズグループBIGBANGのメンバーでもあるG-DRAGONが楽曲「Heartbreaker」をテレビで披露する姿を見て、自分も歌手になることを志すようになる。
2011年、韓国の音楽チャンネルMnetのオーディション番組「スーパースターK」に出場。シーズン3の予選で脱落し、放送には登場しなかったものの、7社ほどの芸能事務所からスカウトを受けた。事務所見学の際に偶然見たRM(キム・ナムジュン)のラップに惹かれ、同年6月3日にBig Hit Entertainment（現 HYBE LABELS）へ研修生として入所。これに伴って、釜山の白陽小中学校から、ソウル特別市内の新宮中学校へ転校した。ジョングクが大手事務所ではなくBig Hit Entertainmentを選択したことを、メンバーは「神の一手」だったと述べている。
入所後、Big Hit EntertainmentのCEOであるパン・シヒョクから、ダンスに感情がこもっていないと言われ、ダンススキルを磨くため、振付師ソン・ソンドゥクと共に2012年の7月から8月まで渡米し、ロサンゼルスにあるダンススクールMovement Lifestyleで研修を受けた。
BTSとしてのデビューと高校入学の年が被ったため、高校入学を一年遅らせ、2014年にソウル公演芸術高等学校へ入学した。その後、2016年11月、韓国の大学修学能力試験の受験を断念することを発表し、2017年2月にソウル公演芸術高等学校を卒業した。2017年、グローバルサイバー大学の放送芸能学科に入学し、2022年に卒業した。
2023年11月22日、BTSの所属事務所「BIGHIT MUSIC」は、JUNG KOOK、RM、JIMIN、Vが兵役義務履行のための手続きを開始したと発表。同年12月12日、JIMINとともに京畿道漣川第5歩兵師団の新兵教育隊に入所し、2024年1月17日に新兵教育修了式を終えた。修了式後、軍の部隊に配属される。
2025年6月11日、JUNG KOOKはJIMINとともに兵役を終え、除隊した。

### BTSとして
2013年6月13日、15歳の時に、防弾少年団（BTS）のメンバーとしてデビュー。グループではセンター、メインボーカル、リードダンサーを担当している。
2016年10月10日、BTSの2ndスタジオアルバム『WINGS』に、初のソロ曲「Begin」が収録された。この曲は、アイドルとなるためソウル市に引っ越した自身の実話が元になっており、その間面倒を見てくれたメンバーに感謝の気持ちを表した曲となっている。
2018年8月24日、BTSの4thリパッケージアルバム『LOVE YOURSELF 結 'Answer'』には、2曲目となるソロ曲「Euphoria」が収録された。この楽曲はDJ Swivelによって制作され、ビルボードのBubbling Under Hot 100シングルチャートで5位を記録した。また、アメリカで50万台以上を売り上げた韓国の男性アイドル最初のソロ曲である。
2020年2月21日、BTSの4thフルアルバム『MAP OF THE SOUL: 7』には、自身が作詞作曲に携わった3曲目のソロ曲「My Time」が収録された。この曲はR&Bをベースに練習生時代から今までに感じた葛藤などを自伝的に綴った楽曲となっており、Billboard Hot 100で84位を記録した。
2020年11月20日に公開されたBTSの7thミニアルバム『BE』のタイトル曲「Life Goes On」のミュージックビデオで監督を務めた。

### ソロ活動
2015年9月、南北分断の悲しみと統一への願いを込めて制作された曲「One Dream, One Korea」の活動に参加。
2016年には、韓国の旅行番組「Flower Crew」への出演や、韓国のバラエティ番組「Celebrity Bromance」で神話のイ・ミヌと共演するなど、ソロでの番組出演が増えた。
2018年11月6日、韓国の音楽賞であるジニーミュージックアワードのステージで、アメリカの男性歌手であるチャーリー・プースと共に楽曲「We Don't Talk Anymore」を歌唱した。
2020年6月5日、BTSのデビューを祝うイベント「BTS FESTA」の一環として、初の自作曲となる「Still With You」を音楽提供サイトSoundCloudにて無料公開した。この楽曲は音源公開後に最速の100万ストリーミングを達成した。
2022年6月13日、ファンソング「My You」が「2024 BTS FESTA」の一環として公開された。メインプロデューサーとして制作し、ARMYからの愛のメッセージを基に歌詞を行なった。
2022年6月24日、シンガー•ソングライターのチャーリー・プースの曲「Left and Right（feat. Jung Kook of BTS）」にフューチャリングとして参加した。発売直後に世界93カ国・地域のiTunesトップソングチャートで1位を獲得した。
2022年11月20日、「FIFAワールドカップカタール 2022」の開会式に出演し、大会公式ソング「Dreamers」を披露した。 
2023年3月28日、Calvin Klein グローバルアンバサダーに就任した。
2023年4月24日、パクソジュン主演映画「ドリーム」VIP試写会にBTSメンバーのVと共に参加した。
2023年7月14日、デジタルシングル「Seven (feat. Latto)」をリリースした。曲はBillboard Hot100で1位を記録、Spotifyではリリース初日に1599万5378ストリーミングされ、ウィークリートップソンググローバルで6週連続1位、デイリートップソンググローバルでは40日以上1位、を記録した。歴代最短1億ストリーミング記録を更新していた。2023年夏のヒット曲となった。MVでは韓国の女優ハン•ソヒが出演し、1日で3500万回再生され、人気急上昇動画1位になった。同日、GMAサマーコンサートに出演し、Seven を初披露した。
2023年7月22日、イギリスのBBCの人気トークショー 「The One Show」に出演した。
2023年 9月23日、韓国アーティスト初「2023 Global Citizen Festival」にヘッドライナーとして出演した。
2023年9月29日、シングル「3D（feat.Jack Harlow）」をリリースした。R&Bポップ曲になっており、ラッパーのジャック・ハーロウがフィーチャリング参加した。Billboard Hot100で5位を記録した。
2023年10月20日、シンガーのザ・キッド・ラロイとラッパーのセントラル・シーとのコラボ曲「TOO MUCH 」をリリースした。
2023年11月3日、初のソロアルバム『GOLDEN』リリース。タイトル曲「Standing Next to You」やヒット曲Seven 、3Dを含む全11曲で構成されており、JUNG KOOKの黄金に光る瞬間たちをモチーフに制作された。Billboardのメインアルバムチャート「Billboard200」で２位に初登場し、韓国のCDセールス集計サイトハントチャートの集計では発売初週に243万8483枚のセールスを記録し、K-POPソロ歌手の最多記録を更新した。Standing Next to Youはグルービーなボーカルが際立つレトロパンクジャンルの楽曲になっており、Spotifyではデイリートップソンググローバルチャート2位で初登場し、4日目には1位を記録した。同年12月1日には歌手アッシャーとのリミックスバージョンもリリースされた。
2023年11月7日、「The Tonight Show Starring Jimmy Fallon」に出演した。
2023年11月9日、タイムズスクエアに設置された特設ステージに登場しゲリラライブを行った。
2023年11月20日、ショーケース「GOLDEN Live On Stage」がソウル•奨忠体育館で開催された。
2024年6月7日、ファンソング「Never Let Go」が「2024 BTS FESTA」の一環として公開された。ハウスリズムをベースにした英語曲で自身は作詞・作曲全般に参加した。
2024年8月8日、BTSメンバーJIMINとの旅行バライティ「Are You Sure?!（全8話）」がDisney+で配信開始した。撮影はニューヨークや済州島、札幌で行われた。
2024年9月18日、ドキュメンタリー映画「JUNG KOOK: I AM STILL」が韓国のCGVと約120の国と地域の劇場で公開された。日本では10月4日から上映された。

## 人物
身長177cm、体重73kg、血液型はA型。家族構成は父、母、兄。
BTSの最年少メンバーでありながらも、センター、メインボーカル、リードダンサーを担当。 癖がなく、安定した透明感がある歌声、パワフルでダイナミックなダンス。
元々の性格はかなりの人見知りであり、デビュー前にメンバーのJINが歌うように頼むと泣き出してしまい、1曲歌うのに30分もかかったというエピソードまである。スタッフやファンを気遣う場面を目撃されることが多い為、紳士的なことでも知られている。また、完璧主義でストイックな一面もあり、2021年に出演したバラエティ番組では、ボーカル練習時間という概念をなくし、車でもトイレでもシャワーを浴びているときでも、24時間の中で歌える時間はすべてを練習時間に変えた、とデビュー当時のことを明かしファンを驚かせたこともある。
歌、ダンス、ラップ、スポーツ、アートと何でもそつなくこなすため、「黄金マンネ (韓:황금막내) 」と称される。また、運動神経抜群であり、2017年に行われた甲子園球場での始球式ではノーバウンド投球を披露。うさぎのような可愛らしい顔立ちとは裏腹に、筋トレが趣味で筋肉質であることから、ファンからは「筋肉うさぎ」と呼ばれている。
自身の作業部屋である「Golden Closet（ゴールデン・クローゼット）」にちなんで名付けられた様々な作品を制作している。G.C.F（ゴールデン・クローゼット・フィルム）では、撮影から編集まで自分一人で行った映像作品をYouTube上に公開しており、再生回数は合計で1億回を突破している。他にも、G.C.P（ゴールデン・クローゼット・フォト）、G.C.S（ゴールデン・クローゼット・スケッチ）、G.C.G（ゴールデン・クローゼット・ギフト）などがある。過去には、自身が描いたBTSメンバーの似顔絵コースターやボールペンがライブグッズとして発売されたりした。また、ピアノ、ギター、ドラムを嗜んでおり、音楽活動に活かしたいと語っている。
2019年夏頃から、かねてより憧れていたタトゥーを入れ始めた。最も有名な右手のタトゥーにはファンであるARMYの文字が刻まれている。 他にも左耳後ろにBTSの友情タトゥー7、右腕にはタイガーリリー、マイク、懐中時計、ハフェタル、蛇、Bullet Proof、RATHER BE DEAD THAN COOL、MAKE HAY WHILE THE SUN SHINESなどが刻まれている。
2018年に雑誌Hi Chinaが発表した「中国で最も愛されている有名人ランキング」では、10週間連続で1位を獲得。また、2019年にアメリカギャラップが実施した「韓国で愛されている有名人ランキング」で3位を獲得。
Googleにおいて2017年以降4年連続で「世界で最も検索されたK-POPアイドル」として記録されており、また、YouTubeにおいては、2016年から7年連続で「世界で最も検索されたK-POPアイドル」として記録されている。
2023年4月14日、「病気の子どもたちと家族のためにつかってほしい」とソウル大学子ども病院に10億ウォン（約1億円）を寄付。寄付金は低所得家庭の子供たちの治療費と統合ケアセンター事業に使われる予定。

## 影響力
2016年の「Flower Crew」出演当時、キム・スヒョンの著書「私は私のままで生きることにした」と一緒に写っている写真が投稿され話題となった。その後、この本は韓国と日本の両方でベストセラーとなり、日本では発売3ヶ月で15万部を突破した。
2018年10月16日、ドイツ・メルセデス・ベンツ・アレーナで初のコンサートを終えた後に配信されたV LIVEのソロ配信が、リアルタイムで最も多く視聴された配信として新記録を樹立した。当時、370万人を超える視聴者数と1億4900万を超えるハートが集まった。
同年12月5日、Twitterに投稿されたソロ歌唱動画が2018年の「ゴールデンツイート（韓国で最もリツイートされたツイート）」に選ばれた。当時、62万回以上のリツイートと120万件以上のいいねを獲得していた。
2019年1月20日、洗濯時に柔軟仕上げ剤のダウニーを使用していることを明らかにすると、ダウニー製品の2か月分の在庫が完売する事態となり、同社の株価は1日で11％以上もの上昇を見せた。
同年2月18日、V LIVE配信にて顔にホホバオイルを塗っていることを話すと、リアルタイム検索ランキングでホホバオイルがトップにランクインした。
同年6月、V LIVE配信中にウマニ・ロンキ・ヴィゴール・サンジョヴェーゼ・メルローと呼ばれる赤ワインを飲んでいたところ、配信から24時間以内に韓国で同商品が完売した。
同年7月4日、ツアー開催地の大阪に向けて出国した際に空港で改良韓服を着用。高まった需要によって、製造メーカーであるZijangsaのホームページのサーバーがダウンし、3週間の配送遅延が生じた。同年9月、韓国メディアは、韓国のエンターテインメント業界で改良韓服のトレンドを生み出したと報じた。
同年6月10日にTwitter上に投稿された動画が「今年世界で最も多くリツイートされたツイート」として1位を記録した。また、2020年に投稿した歌唱動画は2位を記録し、現在世界で300万以上いいねされたツイートを最も多く持っている人物として記録されている。
TikTokにおいて、固有名詞である個人ハッシュタグ#jungkookは世界で最も再生されているアーティストの個人ハッシュタグとして記録されており、現在総再生回数は2,000億回を越えている。
2021年2月27日、V LIVE配信にて健康飲料であるコンブチャを飲んでいることを明らかにすると、お茶ブランドのTEAZENから約1ヶ月分の在庫がたった3日で無くなり、売り上げが500%増加した事で話題となった。その後、日本、アメリカ、中国などで売り上げを伸ばし、同年7月には5,000万本の売り上げを達成した。その影響により、同社は「2021 Brand Of The Year」を受賞した。
その1週間後、3月7日に行われたV LIVEのソロ配信では2211万人のリアルタイム視聴者と6億8700万のハートを集め、新記録を樹立すると共に自身の持つ記録を大きく塗り替えた。

## 作品

### アルバムクレジット曲
| 発売日         | タイトル                               | 収録アルバム                       |
| -------------- | -------------------------------------- | ---------------------------------- |
| 2013年6月12日  | We Are Bulletproof Pt.2                | 2 COOL 4 SKOOL                     |
| 2013年6月12日  | No More Dream                          | 2 COOL 4 SKOOL                     |
| 2013年6月12日  | Outro : Circle Room Cypher             | 2 COOL 4 SKOOL                     |
| 2015年4月29日  | Outro : Love is not over               | 花様年華 pt.1                      |
| 2015年11月30日 | RUN                                    | 花様年華 pt.2                      |
| 2016年5月2日   | Autumn Leaves                          | 花様年華 Young Forever             |
| 2016年5月2日   | RUN (ballad mix)                       | 花様年華 Young Forever             |
| 2016年5月2日   | Love is not over (full length edition) | 花様年華 Young Forever             |
| 2016年5月2日   | RUN (alternative mix)                  | 花様年華 Young Forever             |
| 2016年9月7日   | INTRODUCTION : YOUTH                   | YOUTH                              |
| 2018年5月18日  | Magic Shop                             | LOVE YOURSELF 轉 'Tear'            |
| 2020年7月15日  | Your eyes tell                         | MAP OF THE SOUL : 7〜THE JOURNEY〜 |
| 2020年11月20日 | Stay                                   | BE                                 |
| 2021年6月16日  | Film out                               | BTS, THE BEST                      |

### ソロ曲
| 発売日         | タイトル | 収録アルバム              |
| -------------- | -------- | ------------------------- |
| 2016年10月10日 | Begin    | WINGS                     |
| 2018年8月24日  | Euphoria | LOVE YOURSELF 結 'Answer' |
| 2020年2月21日  | My Time  | MAP OF THE SOUL : 7       |

### デジタルシングル
| No. | 配信年 | タイトル                                                               | 備考 | 出典   |
| --- | ------ | ---------------------------------------------------------------------- | --- | ------ |
| 1   | 2013年 | Like A Star                                                            | RMと共同制作した曲 | [ 81 ] |
| 2   | 2015年 | One Dream One Korea                                                    | 南北分断の悲しみと統一への願いを込めて制作された曲 韓国の様々なアーティストが参加している。                                                     | [ 82 ] |
| 3   | 2016年 | I Know                                                                 | RMと共同制作した曲 | [ 83 ] |
| 4   | 2016年 | I'm In Love                                                            | Lady Janeと共同制作した曲 | [ 84 ] |
| 5   | 2022年 | Stay Alive (Prod. SUGA of BTS)                                         | SUGA(BTS)プロデュース曲。2月11日配信シングルとしてリリース                                                                                      |        |
| 6   | 2022年 | Dreamers [Music from the FIFA World Cup Qatar2022 Official Soundtrack] | 11月20日配信シングルとしてリリース |        |
| 7   | 2023年 | Still With You                                                         | 7月3日音楽配信プラットフォームで正式リリース | [ 85 ] |
| 8   | 2023年 | My You                                                                 | 7月3日音楽配信プラットフォームで正式リリース |        |
| 9   | 2023年 | Seven (feat. Latto)                                                    | 7月14日配信シングルとしてリリース。(アメリカではシングルCDも発売)                                                                               | [ 86 ] |
| 10  | 2023年 | 3D (feat. Jack Harlow)                                                 | 9月29日配信シングルとしてリリース。 |        |
| 11  | 2023年 | TOO MUCH                                                               | ザ・キッド・ラロイ、セントラル・シーと共同制作した曲。10月18日配信シングルとしてリリース。                                                      |        |
| 12  | 2023年 | Seven (feat. Latto) - David Guetta Remix                               | 同年7月にリリースしたシングル、「Seven (feat. Latto)」のデヴィッド・ゲッタによるリミックス。10月30日配信シングルとしてリリース。                |        |
| 13  | 2023年 | 3D (feat. Jack Harlow) - MK Remix                                      | 同年9月にリリースしたシングル、「3D (feat. Jack Harlow)」のエムケーによるリミックス。10月30日配信シングルとしてリリース。                       |        |
| 14  | 2023年 | 3D - Justin Timberlake Remix                                           | 同年9月にリリースしたシングル、「3D (feat. Jack Harlow)」のジャスティン・ティンバーレイクによるリミックス。11月24日配信シングルとしてリリース。 |        |
| 15  | 2023年 | Standing Next You - USHER Remix                                        | 同年11月にリリースされたアルバムに収録されていた曲、「Standing Next You」のアッシャーによるリミックス。12月1日配信シングルとしてリリース。      |        |
| 16  | 2024年 | Never Let Go                                                           | 6月7日(入隊中)配信シングルとしてリリース。 |        |

### ソロアルバム
| No. | 発売日        | タイトル | 収録曲 |
| --- | ------------- | -------- | --- |
| 1   | 2023年11月3日 | GOLDEN   | 1. 3D (feat. Jack Harlow） 2. Closer to You (feat. Major Lazer) 3. Seven (feat. Latto） 4. Standing Next to You 5. Yes or No 6. Please Don't Change (feat. DJ Snake) 7. Hate You 8. Somebody 9. Too Sad to Dance 10. Shot Glass of Tears 11. Seven (feat. Latto) - Clean Ver. |

### 映像作品
| No. | 配信日         | タイトル                    |
| --- | -------------- | --------------------------- |
| 1   | 2017年11月18日 | G.C.F in Tokyo (정국&지민)  |
| 2   | 2018年4月30日  | G.C.F in Osaka              |
| 3   | 2018年7月16日  | G.C.F in USA                |
| 4   | 2018年7月25日  | G.C.F in Spain              |
| 5   | 2018年10月11日 | G.C.F in Newark VHS ver.    |
| 6   | 2018年12月2日  | G.C.F 3J @2018 MMA Practice |
| 7   | 2019年12月28日 | G.C.F in Helsinki           |
| 8   | 2023年11月20日 | G.C.F in Budapest           |

### ミュージックビデオ
| No. | 公開日         | 楽曲                           | 投稿元                |
| --- | -------------- | ------------------------------ | --------------------- |
| 1   | 2022年2月11日  | Stay Alive (Prod. SUGA of BTS) | 7FATES:CHAKHO by HYBE |
| 2   | 2022年11月22日 | Dreamers                       | FIFA                  |
| 3   | 2023年7月14日  | Seven (feat. Latto)            | HYBE LABELS           |
| 4   | 2023年9月29日  | 3D (feat. Jack Harlow)         | HYBE LABELS           |
| 5   | 2023年10月31日 | 'GOLDEN' Preview               | HYBE LABELS           |
| 6   | 2023年11月3日  | Standing Next to You           | HYBE LABELS           |

## 出演
- I'm Da One（2012年6月25日、JoKwon）
- Party(XXO)（2012年7月19日、GLAM）
- Dreamers（2022年11月22日、@FIFA's OFFICIAL YT Channel）[87]

## ソロ公演
| タイトル                            | 公開日         |
| ----------------------------------- | -------------- |
| Jung Kook Live at TSX, Times Square | 2023年11月10日 |

## 受賞歴
2019年度
- MTV Millennial Awards インスタグラマーグローバル賞[88]